# Донахи, Джон
Джон Донахи (англ. John Donaghy; 25 декабря 1895, Гранджтаун — 31 марта 1936, Гронинген) — английский футбольный тренер.

## Карьера
В феврале 1928 года по рекомендации Боба Гленденнинга Джон был назначен главным тренером нидерландского клуба АДО из Гааги. В первом сезоне его команда заняла 4-е место в Первом классе западной группы, а в 1929 году финишировала на втором месте в группе, уступив только роттердамской «Спарте», которую тренировал его младший брат Питер. В последующие два сезона АДО дважды занимал третье место в западной группе, а в 1932 году занял 8-е место. После неудачного сезона Донахи покинул команду, а его место занял австриец Отто Хёсс.
В апреле 1933 года было объявлено, что Донахи провёл переговоры с клубом «Бе Квик» из Гронингена о возможном сотрудничестве. В мае он был утверждён на должность главного тренера, сменив на этом посту Сиболта Сиссинга. В сезоне 1933/34 клуб занял второе место в северной группе чемпионата, уступив пять очков команде «Велоситас». В 1935 году «Бе Квик» финишировал на третьем месте в группе. 
В сезоне 1935/36 клуб стал победителем северной группы чемпионата. 8 марта 1936 года после победного матча над «Велоситас», Джону был вручён венок в честь победы клуба в северной группе. В ночь с 30 на 31 марта Донахи попал в автокатастрофу в городе Харен. В тяжёлом состоянии с переломом черепа он был доставлен в римско-католическую больницу Гронингена, где в четыре часа утра скончался от полученных травм. Похоронен 4 апреля на кладбище Эссервелд в Гронингене.

## Личная жизнь
Джон родился в декабре 1895 года в городе Гранджтаун, который находится в графстве Норт-Йоркшир. Отец — Патрик Донахи, мать — Мэри Финн. 
Его братья Питер и Эдвард также были футболистами и тренерами.